# Shiiba
Shiiba (椎葉村?) è un villaggio giapponese della prefettura di Miyazaki.